# ジンバオ

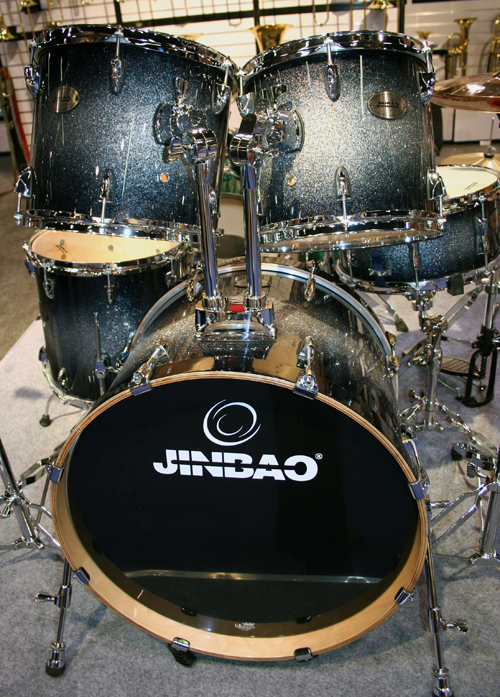
ジンバオのドラムセット

ジンバオ（JINBAO、天津市津宝乐器有限公司）は、中国の打楽器、管楽器、木管楽器メーカーの一つであり、工業製造型輸出入企業である。本社は天津市宝坻区にある。

## 概要
1984年に創立された。
主な製品は、管楽器、木管楽器、ジャズドラム、クラシック楽器といった楽器本体と楽器スタンドや楽器ケースなど。製品は60以上の国や地区で販売されており、売り上げの85%を輸出が占めている。中国楽器業界ではトップ10に入っており、世界楽器製造業でもトップ200に入っている。
アメリカ、ヨーロッパなど数多くのメーカーの楽器をOEMとして作っている。
日本ではロケットミュージックが2015年1月より日本国内総代理店となり「ジンバオジャパン（JINBAO JAPAN）」として販売している。